# Rio Tawi
Tawi é um rio que corre através da cidade de Jammu, na Índia. Tal como é norma neste país, este é um rio sagrado.